# Comparação entre futebol americano e rugby

## O Esporte
| Rugby | Futebol americano |
| --- | --- |
| É jogado originalmente na cidade inglesa de Rugby provavelmente em 1823 de onde surgiu seu nome Rugby Football (futebol jogado em Rugby) É controlado pela IRB. | Surgiu de uma variação do Rugby Football em 1867, o atual rugby controlado pela NFL |
| Disputado em 120 países, é extremamente popular na Inglaterra, Escócia, Irlanda, País de Gales, França, Itália, África do Sul, Austrália, Nova Zelândia, Argentina, Uruguai, Madagascar, Namíbia, Tonga, Samoa, Fiji e Japão. | É popular quase que exclusivamente nos Estados Unidos e no Canadá |
| Possui grandes campeonatos nacionais de clubes (como o inglês, o francês e o Sul Africano), grandes campeonatos internacionais de clubes (como o PRO12 e o Super Rugby) e a Copa Européia. Há grandes campeonatos internacionais de seleções como o Six Nations e Rugby Championship, dando destaque a Copa do Mundo, o 3º evento esportivo mais visto do mundo. | Os grandes campeonatos limitam-se a praticamente competições nacionais nos Estados Unidos (NFL), recentemente vem ganhando simpatia a competição européia (NFL Europa, que teve sua última edição em 2007), e a única competição entre países de confidentes específicos (PCE) é a Copa do Mundo que não é considerado um grande evento quando se compara ao Futebol ou Rugby. |

## O campo
| Rugby | Futebol americano |
| --- | --- |
| Pode ser de grama natural ou artificial | Pode ser de grama natural ou artificial |
| O campo tem 150 metros de comprimento por 90 metros de largura | O campo tem 120 jardas (109,73m) de comprimento por 53 1/3 jardas (48,7679m) de largura                                                                 |
| O campo é dividido por 5 linhas paralelas às linhas de gol: central, de 10 metros – de cada lado da linha central –, de 22 metros – a partir de cada linha de in-goal | O campo é dividido em 20 zonas de 5 jardas (4,55 metros) de largura cada                                                                                |
| A in-goal area tem comprimento mínimo de 10 metros e máximo de 22 metros em cada lado                                                                                 | A endzone tem comprimento de 10 jardas (9,1 metros) em cada lado                                                                                        |
| Os postes são em formato de 'H' com o travessão a 3 metros de altura em relação ao solo e as traves verticais distantes entre si 5,6 metros.                          | Os postes são em formato de 'Y' com o travessão a 10 pés (3,048m) de altura em relação ao solo e as traves verticais distantes entre si 18'6" (5,6388m) |

## A bola
| Rugby | Futebol americano |
| --- | --- |
| A bola de rúgbi é de formato oval, varia de 28,0 cm à 30,0 cm, com uma circunferência total de 74,0 cm a 77,0 cm, e de seção transversal de 58,0 cm à 62,0 cm, sua pressão deve estar entre 65,71 e 68,75 kPa, tendo assim, entre 410 à 460 gramas | Com formato oval mais pontudo, geralmente na cor laranja com 30 cm de comprimento por 18 cm de largura (menor), inflada entre 86 e 93 kPa (mais dura), pesando entre 200 e 400 gramas (mais leve), feita de couro similar a bola de basquete |

..

## O time
| Rugby | Futebol americano |
| --- | --- |
| São 15 jogadores titulares mais até 7 reservas ou 7 jogadores titulares e até 6 reservas na modalidade de sevens | É dividido em 2 times de 11 jogadores cada, um apenas para atacar, o outro só com defensores, além de reservas em número equivalente para cada um deles, bem como membros à parte, os especialistas - utilizados nas ocasiões de punt, field goal e extra-point. O número total de jogadores chega perto de 60 nas equipes da NFL |

## Equipamento
| Rugby | Futebol americano |
| --- | --- |
| Usa-se proteções flexíveis feitas de espuma como scrum cap (um tipo de capacete flexível), ombreira (um tipo de colete flexível) e mordedora. Luvas também podem ser usadas | Usa-se proteções rígidas geralmente feitas de plástico, espuma e alumínio como capacete, shoulder pads (proteção para a região dos ombros), hip pads (proteção para a região da coxa). Luvas sem dedos também podem ser usadas |

## Tempo
| Rugby | Futebol americano |
| --- | --- |
| O jogo é dividido em 2 tempos de 40 minutos corridos (exceto quando algum jogador é atendido) mais acréscimos. | O jogo é dividido em 4 quartos de 15 minutos cronometrados. O relógio para de jogada em jogada. Para o relógio parar, o jogador com a posse da bola tem que sair de campo ou tocar com os joelhos no chão. Assim que a jogada para, as equipes têm 40 segundos para recomeçar a jogada. |

## Chute Inicial (kick-off)
| Rugby | Futebol americano |
| --- | --- |
| No início de cada tempo uma das equipes chuta a bola do ponto central do campo em direção à meta adversária. A bola deve percorrer 10 metros antes de ser tocada por qualquer jogador, e pode – como ocorre freqüentemente – ser dominada pelos jogadores da equipe que acabou de chutar | No início do 1º e do 3º quartos uma das equipes chuta a bola de sua linha de 35 jardas em direção à meta adversária. A bola deve percorrer 10 jardas antes de ser tocada por qualquer jogador, e pode ser dominada pelos jogadores da equipe que acabou de chutar, entretando esse lance é muito raro, pois geralmente a equipe que dá a saída é formada por defensores (cujo objetivo é tacklear o adversário, impedindo seu avanço e sempre na esperança de um fumble), e pelo alto risco da possibilidade de perder a posse da bola ainda em seu campo defensivo, deixando o adversário mais perto do touchdown. |
| Após a ocorrência de qualquer alteração no placar, a equipe que foi pontuada deve dar um novo kick-off. | Após a ocorrência de qualquer alteração no placar, a equipe que marcou pontos deve dar novo kick-off. Ocorre que é possível a marcação de pontos contra a própria meta (safety), e nesse caso a equipe que não ganhou os pontos dá nova saída da sua linha de 20 jardas |

## Tackles
| Rugby | Futebol americano |
| --- | --- |
| Apenas o jogador com a bola pode ser tacleado (derrubado), qualquer toque em algum jogador sem posse de bola é considerado falta          | Apenas o jogador com a bola pode ser tacleado (derrubado), mas os defensivos podem ficar segurando os ofensivos (o contrário é proibido)                                                                              |
| Quando um jogador é tacleado (derrubado) ele deverá imediatamente soltar a bola e tem-se a formação de um ruck, mas o jogo continua ativo | Quando um jogador é tacleado (derrubado) o jogo é parado e marca-se um down, após isso o juiz coloca a bola na mesma linha paralela no meio do campo e é dado um tempo de até 40 segundos para se recomeçar a jogada. |

## Avançando
| Rugby | Futebol americano |
| --- | --- |
| O jogador avança correndo segurando a bola podendo fazer dribles até com os pés, não existe distância mínima a ser percorrida. | O ataque tem 4 chances de jogada para avançar 10 jardas, e assim ganhar 4 novas chances, até conseguir chegar à end zone adversária, marcando um touchdown. Por exemplo "2nd and 7" significa que o ataque está na segunda tentativa e que ainda faltam 7 jardas para completar o avanço. Caso o ataque não consiga atingir o objetivo em 3 tentativas, eles dão geralmente um "chutão" (punt) para frente e perdem a posse de bola, passando de atacantes a defensores, mas também podem forjar um chute (fake punt) e fazer a sua última tentativa de avanço pelo passe normal com as mãos. Quando estão próximos da end zone, em vez de punt, tentam o field goal, que é uma das formas de pontuação |

## Passes com as mãos
| Rugby | Futebol americano |
| --- | --- |
| Só é permitido passes com as mãos para trás ou lateralmente à linha da bola em uma unica direção até que o jogador seja derrubado, chute a bola ou chegue na área de validação. Entregar a bola em mãos de um companheiro não configura passe para a frente. | São permitidos passes para frente se o portador da bola estiver atrás da linha de scrimmage (local de onde a bola saiu no começo da jogada). Além de passes laterais ou para trás sem limites. |
| Caso o jogador não consiga segurar a bola passada a ele o jogo continua sem problemas, exceto se o jogador deixar a bola cair de suas mãos para frente, o que é penalidade (knock on)                                                                        | Caso o jogador não consiga segurar a bola passada o jogo é parado e é marcado um passe incompleto, com nova saída da mesma linha de scrimmage.                                                 |

## Passes com os pés
| Rugby | Futebol americano |
| --- | --- |
| O chute (field goal) é feito para qualquer direção e a qualquer momento do jogo. É o único passe para a frente permitido desde que o jogador que receba-o esteja atrás da linha da bola antes do chute | O chute (punt) é realizado para o ataque "se livrar" da bola, numa situação de 4ª tentativa (down) em que está longe de marcar um touchdown ou um field goal, o punt é realizado pelo jogador que recebe a bola do central, chutando-a imediatamente |

## Arremessos laterais
| Rugby | Futebol americano |
| --- | --- |
| Os 2 times se formam em linha e a bola é jogada a 90° da linha lateral ou para trás podendo ser pega por qualquer uma das equipes. Também é permitido dar calços levantando o jogador do próprio time para que este pegue a bola. É importante também destacar que os passes para frente (mais de 90º em relação a linha lateral) são proibidos. | Assim como no Rugby, passes a 90º da linha lateral ou menos são permitidos a todo momento. No entanto, nas ligas profissionais, eles são raros de serem vistos, pois são muito arriscados, tendo em vista o grande risco de sofrer uma interceptação por parte da defesa ou de a bola cair no chão causando um "fumble" (bola de quem pegar). |

## Pontuação
| Rugby | Futebol americano |
| --- | --- |
| Try/Ensaio (5 pontos): O jogador encosta a bola sob seu domínio no chão além da try line (inclusive) ou nos postes de gol | Touchdown (6 pontos): O jogador encosta a bola sob seu domínio na endzone ou pisa nela portando a bola |
| Conversion/Conversão (2 pontos): Após o try a equipe tem a chance de fazer um chute direto entre as traves, de um ponto paralelo ao local onde ocorreu o try | Extra-point (1 ou 2 pontos): Após o touchdown o time tem a chance de marcar mais pontos de duas formas: chutando entre as traves à maneira de um field goal (1 ponto), ou tentando fazer como que um novo touchdown (2 pontos), sempre partindo do centro da linha de 2 jardas |
| Drop kick (3 pontos): No meio do jogo o jogador chuta a bola entre as traves (a bola deve tocar o chão antes de ser chutada). Penalty kick (3 pontos): Quando é marcado um pênalti, o atacante tem a opção de chutar a gol do local da falta, ocasião em que a bola pode estar apoiada no tee (place kick) ou quicar no chão uma vez. | Drop kick (3 pontos): No meio do jogo o jogador chuta a bola entre as traves (a bola deve tocar o chão antes de ser chutada). Esta jogada apesar de prevista nas regras é muito rara no jogo atual. Field Goal (3 pontos): Geralmente quando o ataque não consegue avançar as 10 jardas após 3 tentativas e a end zone está próxima, o ataque opta por fazer um chute entre as traves: o holder recebe a bola, encosta-a no chão e o kicker faz o chute. |
| | Safety (2 pontos para o adversário): Ocorre quando o atacante em posse da bola é derrubado atrás de sua linha de gol, ou deixa a bola sob sua posse sair pelas linhas da endzone. A equipe que comete um safety também é punida com a perda da posse de bola na próxima jogada. |

## Penalidades
| Rugby | Futebol americano |
| --- | --- |
| São marcadas faltas por desrespeito as regras e por antijogo. As faltas podem ser cobradas através do chutão (punt), da posse de bola ou do scrum, e os pênaltis através dos dois primeiros ou da tentativa de chute a gol (penalty kick). Utiliza-se cartões amarelo, que pune o jogador retirando-o de jogo por dez minutos; e vermelho, que exclui definitivamente o ofensor do jogo, deixando sua equipe em desvantagem numérica. | Todas as punições são baseadas em perdas de jardas ou perdas de down, algumas vezes invalidando a jogada recém-concluída, e podem ser declinadas pelo ofendido quando isso – a seu critério – seria menos vantajoso que continuar a jogada. Todas as faltas são cobradas normalmente com linha de scrimmage. |